# Autorail 853 à 871 de la Deutsche Reichsbahn
 (mai 2024).
Si vous disposez d'ouvrages ou d'articles de référence ou si vous connaissez des sites web de qualité traitant du thème abordé ici, merci de compléter l'article en donnant les références utiles à sa vérifiabilité et en les liant à la section « Notes et références ».
Autorail 853 à 871 de la Deutsche Reichsbahn (ultérieurement VT 65.9xx à la Deutsche Bundesbahn) est une série d'autorails lourds à motorisation diesel et transmission mécanique de première génération commandés par les chemins de fer allemands (Deutsche Reichsbahn) en 1926 auprès de la waggonfabrik Wismar (de) (EVA). Ils dérivent des autorails 851 et 852.
comprend les véhicules DR 853-861 et DR 866-871 . Il s'agit des véhicules de série qui ont été livrés par la DRG après avoir 

## Histoire

### Les prototypes 851 et 852

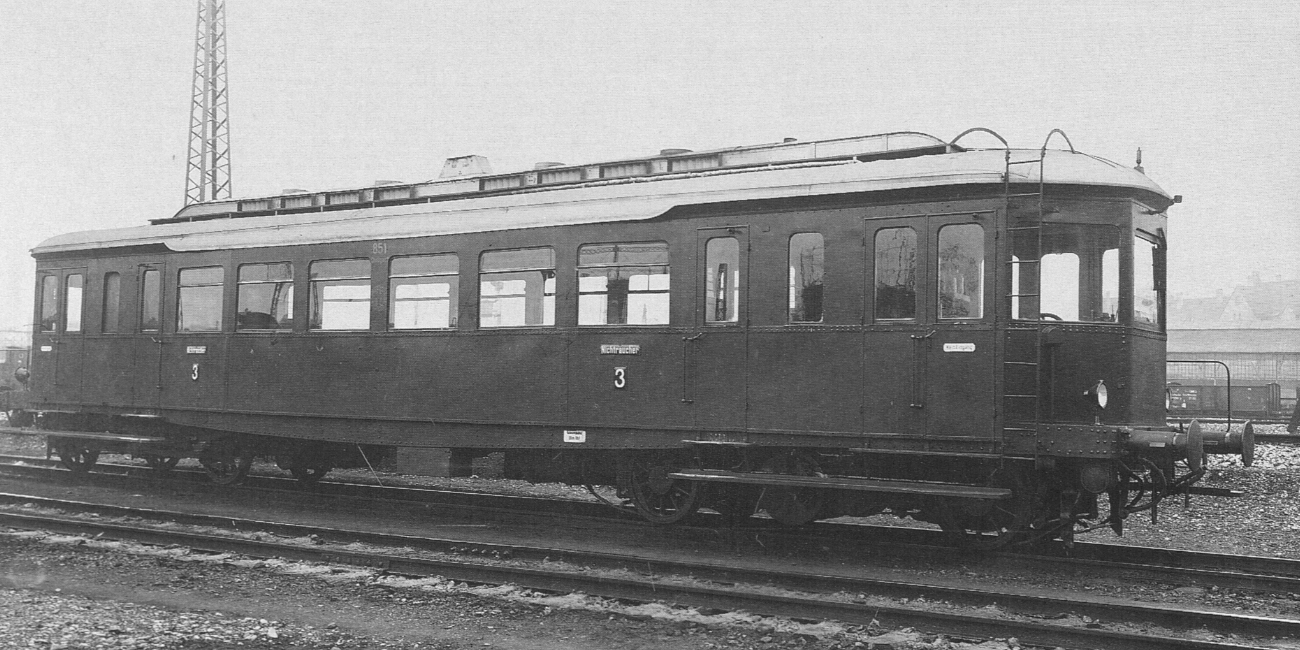
Photo d'atelier de l'autorail prototype 851

En 1924, le motoriste Maybach et le constructeur de tramways Eisenbahn Verkehrs AG Wismar (EVA) mettent au point un autorail propulsé par un moteur à 6 cylindres (Maybach s'était retrouvé avec un stock important à la suite du défaut de paiement de son client Spyker).
Le robuste engin (il pèse près de 37 tonnes) est constitué d'une caisse rivetée sur un châssis lourd, comme on en trouve dans les voitures pour trains rapides. Sa faible vitesse commerciale (60 km/h) n'est pas un obstacle vu le type de service qui lui est confié : la desserte de lignes secondaires.
Le bogie comporte deux essieux couplés par bielle à un faux essieux entrainé directement par la boite de vitesse à 5 rapports. Le moteur est également solidaire du châssis de ce bogie.
L'engin s'avère fiable et économique à exploiter. Un second exemplaire - un peu plus long - est commandé, puis une série de 15 éléments, livrés en deux phases (1926 et 1928).

### La série 853 à 871
Les véhicules de série ne diffèrent qu'au niveau de leur caisse qui s'alourdit encore au passage et atteint 40 tonnes. Malgré leur faible nombre, plusieurs variantes sont livrées, principalement au niveau de la répartition des sièges selon les différentes classes.
Par ailleurs, le moteur Maybach G4b a succédé au G4a des premiers exemplaires.
La transmission des commandes depuis le second poste de conduite incluait un conduit auditif permettant au conducteur d'entendre le fonctionnement du moteur, même à l'autre bout de l'engin.
L'autorail pouvait remorquer une ou deux voitures, au prix d'une pénalité sur la consommation et la vitesse de pointe, surtout sur les lignes accidentées.

## Numérotation
Lors de la livraison, ils reçurent les numéros 100 et suivants. Suivant la tradition allemande, le nom du dépôt était également mentionné, 
En 1932, ils sont renumérotés dans la série 853 à 861 et 866 à 871 (les numéros manquant étant occupés par une variante allégée et plus rapide, produite à partir de 1932).
La plupart des engins furent détruits durant la Seconde Guerre mondiale. Parmi les 5 survivants, 3 seront repris par la Deutsche Reichsbahn (RDA) et deux seront affectés à la compagnie de l'Allemagne de l'Ouest. Cette dernière les renumérotera dans la série VT 65-90x. Un seul engin sera finalement concerné. Il a été mis hors service à Braunschweig en 1957 (1960 pour les exemplaires est-allemands).
Aucun de ces autorails ne sera préservé.

## Utilisation en Belgique
En 1929, un de ces autorails est envoyé en Belgique afin d'être testé. Les tests s'avèrent concluants et la Société Nationale des Chemins de Fer Belges passent commande pour 3 engins, afin de réaliser des tests plus poussés (3 engins propulsés par une moteur à vapeur sont simultanément commandés chez Sentinel ). Ils seront numérotés dans le type 600.
Les premières années d'exploitation ayant confirmé la bonne tenue de ces engins, une série de 14 autorails supplémentaires sera commandée en 1933 à La Brugeoise et Nicaise et Delcuve, qui à convenu avec Maybach de les représenter en Belgique.
Cette seconde série est allégée, équipée d'un moteur G4b et peut atteindre 80 km/h. Elle ne comporte plus de traverse et tampons, ce qui l'empêche de remorquer des voitures additionnelles. Elle forme le type 601.
Deux autorails seront encore construits en 1934. Basés sur la même caisse que le type 601, Ils sont équipés du moteur GO5h de 210 CV. L'un des autorails (type 602) dispose d'une transmission mécanique alors que l'autre (type 651) utilise une transmission diesel-électrique. Ces deux prototypes resteront sans descendance.